# デイル・アーンハート
ラルフ・デイル・アーンハート・シニア (Ralph Dale Earnhardt Sr., 1951年4月29日 - 2001年2月18日) は、アメリカ合衆国ノースカロライナ州出身のNASCARドライバー。
1980年、1986年、1987年、1990年、1991年、1993年、1994年の7回、NASCARの年間チャンピオンを獲得。
2001年のデイトナ500の最終周回にコンクリートウォールに激突し、頭蓋骨底部骨折により即死(享年49歳）。その死はスポーツ界に衝撃を与えた（詳細後述）。
2002年、アメリカモータースポーツ殿堂入り。2006年、国際モータースポーツ殿堂入り。2010年、NASCAR殿堂入り。
生前はシニアをつけず、単にデイル・アーンハートと呼ばれていた。息子のデイル・アーンハート・ジュニアもNASCARドライバー。

## 生い立ちと私生活
ノースカロライナ州カナポリスで1951年4月29日にラルフ・アーンハートとマーサ・コールマン夫妻の間に生まれる。父のラルフはノースカロライナ州におけるベストのショートトラック・ドライバーの一人であり、1956年にはNASCARチャンピオンを獲得している。父と同じレースドライバーになることを反対されていたが、レースに対する夢をあきらめられず学校を中退した。ラルフが1973年に自宅で心臓発作のため死去し、これが自立したと感じるまで長い年月を要することとなった。
1968年、17歳で最初の妻となるラタネ・ブラウンと結婚し、二人の間には最初の息子ケリー・アーンハートが誕生したが1970年に離婚した。1971年には2番目の妻、ブレンダ・ジーと再婚し、1972年に娘のケリー・アーンハート・ミラー、74年には息子のデイル・アーンハート・ジュニアが生まれたが間もなく再離婚し、アーンハートはその後1982年に最後の妻となるテレサ・ヒューストンと再々婚する。1988年には娘のテイラー・ニコルが生まれた。

## 戦歴
- NASCAR最高峰シリーズ

キャリア通算676戦76勝 シリーズチャンピオン7回（Richard Pettyと並び、最多タイ記録）
2001年 ランキング 57位  1戦 0勝　開幕戦デイトナ500にて事故死
2000年 ランキング  2位 34戦 2勝
1999年 ランキング  7位 34戦 3勝
1998年 ランキング  8位 33戦 1勝　自身唯一のデイトナ500優勝
1997年 ランキング  5位 32戦 0勝
1996年 ランキング  4位 31戦 2勝
1995年 ランキング  2位 31戦 5勝
1994年 ランキング  1位 31戦 4勝　シリーズチャンピオン（2年連続7回目）
1993年 ランキング  1位 30戦 6勝　シリーズチャンピオン（6回目）
1992年 ランキング 12位 29戦 1勝
1991年 ランキング  1位 29戦 4勝　シリーズチャンピオン（2年連続5回目）
1990年 ランキング  1位 29戦 9勝　シリーズチャンピオン（4回目）
1989年 ランキング  2位 29戦 5勝
1988年 ランキング  3位 29戦 3勝
1987年 ランキング  1位 29戦11勝　シリーズチャンピオン（2年連続3回目）
1986年 ランキング  1位 29戦 5勝　シリーズチャンピオン（2回目）
1985年 ランキング  8位 28戦 4勝
1984年 ランキング  4位 30戦 2勝
1983年 ランキング  8位 30戦 2勝
1982年 ランキング 12位 30戦 1勝
1981年 ランキング  7位 31戦 0勝
1980年 ランキング  1位 31戦 5勝　初のシリーズチャンピオン
1979年 ランキング  7位 27戦 1勝　フル参戦開始
1978年 ランキング 44位  5戦 0勝　※スポット参戦
1977年 ランキング118位  1戦 0勝　※スポット参戦
1976年 ランキング104位  2戦 0勝　※スポット参戦
1975年 ランキング130位  1戦 0勝　※スポット参戦
※記録は、NASCAR公式より

## 事故死

### 概要
2001年2月18日に行われた同年のNASCAR開幕戦であるデイトナ500は、中盤までは比較的順調に進んでおり、アーンハートも終始上位を走行していた。しかし、173周目に後方で18台が絡む大クラッシュが発生して赤旗が振られ、レースは中断された。7周後にレースは再開され、マイケル・ウォルトリップとデイル・アーンハート・ジュニアの二人がレースを引っ張る形となっていた。
アーンハートは3番手を走行していた状態でファイナルラップを迎えたが、悲劇はこの周回の最後のコーナーで起きた。最終コーナーでスターリング・マーリンと接触してアーンハートのマシンは挙動を乱し、直後にコースに復帰したが、この際に今度は後続のケン・シュレーダーのマシンと再び接触したのである。シュレーダーのマシンに右側面を押された形となったアーンハートのマシンは向きが変わり、そのまま155～160mph（248km/h～256km/h）の高速でコンクリート製のコース壁に正面衝突した。
この事故でアーンハートは頭部に深刻な負傷を負い、付近のメディカルセンターに救急搬送されたが蘇生できず、17時16分（東部標準時）に死亡が宣告された。49歳没。検視の結果、アーンハートは頭蓋底を骨折していたことが明らかとなった。なお、もう片方の当事者であるシュレーダーは軽傷で済み、クラッシュ後に現場に駆け付けた救急隊員に対し状況説明を行っている。
アーンハートが死亡に至るほどの重傷を負った原因については事故直後から論争となった。NASCAR側は当初、アーンハートのマシンのシートベルトに欠陥があり、その結果衝突時の衝撃でステアリングに顎を打ち付けたことが頭蓋底骨折を引き起こしたとする主張を展開した。一方、当のシートベルトを製造納入していたシンプソン・パフォーマンス・プロダクツは欠陥を認めず、逆にアーンハートのマシンではドライバーの快適性を増すために承認されていない方法でシートベルトを設置していたことが外傷の原因であるとしてアーンハート陣営側の非を主張し、論争に発展した。最終的に、デューク大学のバリー・マイヤーズによって行われた調査の結果、アーンハートが負傷した原因はシートベルトの欠陥ではなく、頭部と頸部の固定が不完全であったことが原因であると結論付けられ、概ねNASCAR側の主張が否定される結果となった。その後、NASCAR公式からも独自の調査報告書が発表され、衝突時の速度や角度などの要件が組み合わさった複合的要因でアーンハートが死に至ったとする内容が発表されたが、シンプソン・パフォーマンス・プロダクツに対する謝罪等はなされなかった。

### 対策
事故後、前述のシートベルトに関する疑惑を受け、大半のマシンが5点式シートベルトから6点式シートベルトに改造され、安全性の向上を図った。
また、当座の対策として殆どのドライバーが事故後のレースから自主的にHANSを使用するようになった。NASCAR運営側は当初ドライバーに対し、HANSの使用を奨励しつつも当座のルール改定を見送っていたが、アーンハートの事故から約半年後の同年10月4日にシャーロット・モーター・スピードウェイで行われたNASCAR系列のARCAのシリーズ戦で、トップ争いをしていたブレイス・アレクサンダーが同様に他車と交錯した結果ウォールに激突し死亡する大事故が再び発生し（しかもこの時交錯した相手はデイルの長男ケリーだった）、これを契機にNASCAR側もとうとうHANSの着用を義務付けることとなった。このほか、コース側の対策としてNASCARが開催されるオーバルコースの壁にはセーファー・バリアと呼ばれる衝撃吸収バリアを設置することが要求されるようになった。
マシン側の対策としてもこの事故を契機により安全性を高めた新型マシンの開発が進められ、カー・オブ・トゥモロー（CoT）と名付けられたこの新型マシンは2007年シーズンより実戦投入された。このマシンの設計にあたっては、アーンハートのクラッシュによって生まれた知見や後に行われた研究の成果なども盛り込まれている。これらの思想は2013年に登場したジェネレーション6（GEN 6）と呼ばれる発展型モデルにも受け継がれている。2020年のデイトナ500ではライアン・ニューマンのマシンがアーンハートの事故同様に後続車と接触してウォールに激突し横転、さらにそこに別の後続車が突っ込みマシンが回転しながら宙を舞うという大事故に見舞われたが無事生還し、CoTを始めとした安全に対する取り組みの結果が実証される形となった。
これらの対策が行われた結果として、アーンハートの事故以降にNASCARの主要シリーズで競技中の事故により事故死したドライバーは2022年現在でも発生していない。